# Tomas Zorn

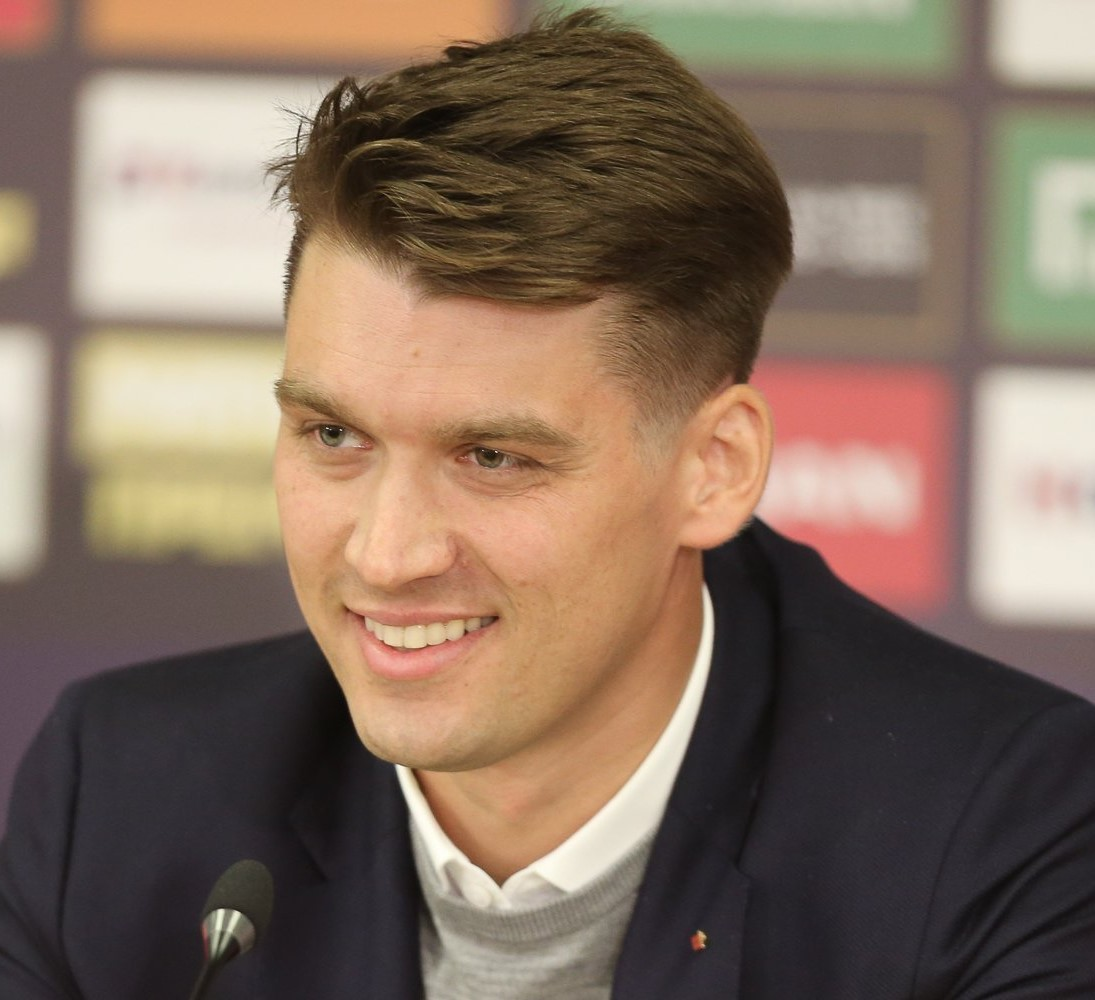
Tomas Zorn, 2019

Tomas Zorn (* 16. November 1986) ist ein deutscher Fußballfunktionär und Volljurist. Zuletzt war er als Sportdirektor bei Lokomotive Moskau aktiv.

## Werdegang

### Rechtsanwalt und Sportagentur
Während seines Studiums der Rechtswissenschaft an der Freien Universität Berlin erlangte Tomas Zorn im Alter von 22 Jahren die DFB-Spielervermittlerlizenz und nahm parallel zum Studium die Tätigkeit als Spielervermittler auf. In der Zeit von 2009 bis 2019 managte und vertrat Tomas Zorn zahlreiche internationale Fußballspieler weltweit. Im Jahr 2014 bekam er die FIFA-Match-Agent-Lizenz ausgehändigt und erweiterte seine Agenturtätigkeit um die Beratung von Fußballvereinen und -verbänden im Bereich der Spiel- und Trainingslagerorganisation.
Seit 2016 ist Tomas Zorn von der Rechtsanwaltskammer Berlin zugelassener Rechtsanwalt.

### FC Spartak Moskau
Am 14. Mai 2019 übernahm Tomas Zorn das Amt des Generaldirektors beim russischen Erstligisten und Rekordmeister FC Spartak Moskau für den er bereits seit 2017 als FIFA Match Agent tätig war. Zu seinen Tätigkeiten im Verein zählen sowohl das Amt des Geschäftsführers als auch das Amt des Sportdirektors.
Im Oktober 2019 holte Zorn den Trainer Domenico Tedesco vom FC Schalke 04 zu Spartak Moskau. Im November 2019 vereinbarte Zorn eine engere Kooperation zwischen Spartak Moskau und Erzgebirge Aue.

### FC Lokomotive Moskau
Im Juli 2021 übernahm Tomas Zorn die Funktion des Sportdirektors bei Lokomotive Moskau an der Seite von Ralf Rangnick. Im Oktober 2022 verließ er gemeinsam mit Trainer Josef Zinnbauer den Verein.